# The Crossing (1994)
The Crossing (1994) is een Amerikaanse christelijke korte film over de kruisiging van Jezus Christus, waarin onder andere David A.R. White en Kevin Downes spelen. De film is bedoeld voor de jeugd.

## Verhaallijn
Op een van de laatste dagen van zijn leven vertelt Matt, een klasgenoot van Jason die aan kanker lijdt, iets, maar het wordt Jason niet allemaal duidelijk. Hij besluit er de dag erna weer met Matt over te praten, maar dan is het te laat. Matt is overleden. Jason weet niet wat Matt hem wilde vertellen en hij vindt dit erg. Ook nadat een verpleegster een briefje vindt, geschreven door Matt, met de zin “Don't forget my Friend's love (Vergeet de liefde van mijn Vriend niet)”, begint het Jason nog niet te dagen.
Na de begrafenis blijft Jason nog enige tijd voor het graf staan. Achter hem hoort hij een bekende stem. Het blijkt Matt te zijn. Matt wil Jason iets laten zien. Ze gaan samen een ruimte waar alle zonden van elk mens worden geregistreerd. Jason krijgt zijn lijst met zonden, en ziet dat het een behoorlijke lijst is. Vervolgens gaan zij beiden naar een rechtszaal. Daar ziet hij een aantal bekenden van hem, die berecht worden op basis van de lijst met zonden. Dan moet Jason zelf naar voren komen. Jason wacht dit niet af, en rent naar buiten. Buiten ziet hij een groepje mensen staan die een persoon aan het kruisigen zijn. Jason vraagt aan Matt hoe zijn zonden hem vergeven kunnen worden. Matt antwoordt “Vertrouw Hem, neem Hem aan als je verlosser, geloof met heel je hart in Hem, volg Hem als je heer’’. Jason vraagt daarna om vergiffenis bij Jezus, die de man bleek te zijn die gekruisigd wordt. Hij loopt naar het kruis toe, en ziet zijn lijst met zonden hangen aan het kruis, onder Jezus. Het bloed van Jezus stroomt over het papier, en het papier wordt blanco. Het symboliseert dat Jezus stierf om de zonden van de mens op zich te nemen. Dan lopen Matt en Jason over een kruis naar de overkant van een ravijn.
Matt geeft Jason een klein kruisje en zegt dat hij het aan anderen moet laten zien. Jason wordt wakker. Hij wil vertellen over wat hij heeft gedroomd, maar hij komt erachter dat het niet helemaal gedroomd is. Hij ziet namelijk het kruisje dat Matt hem heeft gegeven op de tafel liggen. Jason zegt dat Matt hem het belangrijkste uit het leven heeft laten zien.